# Procès de Luanda
Le procès de Luanda est un procès qui s'est tenu à Luanda en Angola de juin à juillet 1976.
Poursuivis par le Mouvement populaire de libération de l'Angola, alors récemment victorieux de la Guerre d'indépendance angolaise, treize mercenaires, dont 10 britanniques et 3 américains qui combattaient pour le compte du Front national de libération de l'Angola ont été condamnés à des peines allant de 16 ans d'emprisonnement à la mort pour 4 d'entre eux. Ils furent fusillés le 10 juillet 1976.